# 津久戶町
津久戶町（日语：／ Tsukudochō */?）是東京都新宿區的町名。已實施住居表示，不設「丁目」。人口95人（2013年8月1日）。郵遞區號為162-0821。

## 地理
位於新宿區東北部。北鄰新小川町，東接揚場町、下宮比町，南連神樂坂，西通白銀町、筑土八幡町。
津久戶町是飯田橋站附近的一角，大久保通通過此地。町內有大樓與小學校、東京厚生年金醫院等，並有少數住宅。
町域內沒有鐵路車站，鄰近的有飯田橋站。

## 歷史
1988年（昭和63年）實施住居表示，保留舊町名。

### 地名由來
以津久戶明神（筑土神社，後移往九段）命名。

## 設施
- 東京厚生年金醫院
- 新宿區立津久戶小學校
- 熊谷組本社
- KPMG AZSA LLC（日语：有限責任あずさ監査法人）本社

## 備註
1. ↑  『角川日本地名大辞典 13　東京都』、角川書店、1991年再版、P875
2. ↑  .   [2013-08-10]. （原始内容存档于2014-08-19）.

## 外部連結
- 新宿區役所 （页面存档备份，存于）